# 프리티 리듬: 디어 마이 퓨처
《프리티 리듬 디어 마이 퓨처》(일본어: プリティーリズム・ディアマイフューチャー 프리티리즈무디아마이퓨차[*], 영어: Pretty Rhythm: Dear My Future)는 타카라 토미와 신 소피아가 공동 개발한 일본의 아케이드 게임 《프리티 리듬》을 원작으로 하는 TV 애니메이션의 두 번째 시리즈이다. 전작 《프리티 리듬: 오로라 드림》에 이어, 2012년 4월 7일부터 2013년 3월 30일까지 TV 도쿄 계열 6국 및 BS 재팬에서 방송되었다. 대한민국에서는 SBS, KNN, TBC 대구, TJB 대전, kbc 광주, ubc 울산, JTV 전주, CJB 청주, G1, JIBS 제주에서 《꿈의 보석 프리즘스톤》이라는 제목으로 2013년 2월 13일부터 8월 7일까지 방영하였다.

## 개요
일본의 타카라 토미와 신 소피아가 공동 개발한 여아용 리듬게임 프리티리듬 시리즈를 원작으로 만들어진 TV애니메이션의 두 번째 시리즈이다. 전작인 프리티 리듬 오로라 드림과는 달리 이 작품은 한일 공동제작으로 만들어졌는데, 특이한 것은 애니메이션 제작에서뿐만이 아니라 다른 분야에 대해서도 협력이 이루어지고 있다는 것이다. 이는 연예기획사(DSP 미디어, AVEX), 애니메이션 제작사(동우 A&E, 타츠노코 프로덕션), 완구 및 의류 잡화사(타카라토미 아츠, 손오공), 미디어사(SBS 바이어컴, TV 도쿄, 소학관, ADK)등 다양한 회사들로 구성된 제작위원회를 보면 알 수 있다. 다양한 회사들이 참여하는 만큼 다양한 형태의 미디어 믹스를 만날 수 있는데 그 주축이 되는 것은 애니메이션, 엔터테인먼트, 그리고 게임이다. 애니메이션의 경우 한국에서는 2013년 2월 13일 SBS에서 매주 화, 수요일 오후 4시에 첫 방영을 시작한 이후 투니버스, 애니원, 챔프TV, 대교어린이TV, KBS 키즈등 여러 애니메이션 전문채널에서 방영했다. 엔터테인먼트의 경우 유명 걸그룹 카라의 소속사이기도 한 DSP 미디어에 소속된 신인 걸그룹 퓨리티를 모델로 한 캐릭터들 이 이 작품에 출연하고 있으며 퓨리티 자신도 매 이야기 끝 부분의 '프리즘스톤과 함께하는 차밍스쿨'코너를 통해 만나볼 수 있다. 퓨리티는 현재 한국 데뷔를 준비 중이며 이 작품에 등장하는 또다른 그룹인 AVEX 소속의 프리즈미의 경우 이미 일본에서 데뷔한 상태이다.
이 작품이 다른 애니메이션의 사례와 다른 부분은 단순히 애니메이션에 등장하는 상표나 캐릭터 등에 대한 권리를 팔고 사는 라이선싱이 아니라 애니메이션과 게임, 현실의 콘텐츠가 서로 연동되게끔 하는 방식을 취하고 있다는 것이다. 애니메이션에서 나오는 캐릭터나 줄거리, 아이템, 이벤트, 노래 등을 게임에서도 거의 똑같은 모습으로 만나볼 수 있으며 애니메이션에 등장하는 브랜드(프리즘스톤과 디어크라운)의 이름으로 장신구나 의류, 문구, 완구 등이 출시된다는 점에서 그러하다. 이는 애니메이션과 게임에 등장하는 이미지를 하나의 브랜드로 만들어 낸 것이다. 특히, 가장 결정적인 부분은 애니메이션과 게임에 등장하는 아이돌 캐릭터가 현실에서도 아이돌스타로 데뷔한다는 점이라고 할 수 있다.

## 기획 의도
이 애니메이션은 대한민국의 걸 그룹인 퓨리티를 홍보하기 위해 제작되었으며 등장인물 중 디어 크라운(Dear Crown)의 프리티(PURETTY)는 실제 걸 그룹인 퓨리티를 소재로 하였으며 구성원 역시 실제 퓨리티의 멤버들이다.

## 줄거리
프리즘 퀸이자 현존하는 최고의 프리즘 스타인 마르스의 공연 현장에서 아게하 미아/아미라는 이름의 여자아이가 무대 위에서 마르스의 멤버 하루네 아이라/아이라에게 도전장을 내미는 사건이 벌어진다. 사건 직후 아게하 미아/아미는 끌려나오지만 마르스의 소속사인 프리티 톱의 세라 사장에게 자신의 미래에 대해 역설하는 모습에서 스타성을 발견한 매니저 준에 의해 프리티 톱의 연습생으로 입학할 기회를 얻게 된다. 그 이후 아미는 이미 프리티 톱에서 연습생으로 있던 레이나, 카린, 에이미와 함께 팀을 이루게 된다. 또한 프리티 톱과 협약관계가 있던 또다른 기획사 디어 크라운에서 자기들의 연습생인 혜인, 시윤, 채경, 재은, 소미를 프리티 톱으로 유학 보내게 된다. 이들은 좌충우돌하면서도 우정을 쌓으며 데뷔를 목표로 열심히 연습하여 각각 프리즈미와 프리티라는 이름으로 데뷔하게 된다. 한편 그동안 전설로만 전해졌던 의상인 심포니아 시리즈의 의상과 장신구 실물이 갑작스레 하나씩 세상에 모습을 드러내기 시작하고 프리즈미와 프리티는 이 전설의 의상을 하나씩 손에 넣는 데 성공하지만 사실 여기에는 Mr.K의 거대한 음모가 자리잡고 있는데...

## 용어
프리즘 쇼
댄스 스케이트, 코디, 노래의 세 요소를 결합한 새로운 형태의 쇼이다.
프리즘 스타
프리즘 쇼를 하는 사람들로서 이 세계관에서는 일종의 아이돌 스타처럼 그려지고 있다.
프리즘 퀸
여성 프리즘 스타의 최고 수준에 올라선 사람에게 주어지는 칭호로 프리즘 쇼의 세 가지 요소인 댄스 스케이트, 코디, 노래를 모두 완벽하게 구사할 수 있어야만 될 수 있다고 알려져 있다. 현재는 마르스가 이 칭호를 얻은 상태이다.
프리즘 점프
프리즘 스타만이 뛸 수 있는 특수한 점프로 프리즘 쇼의 주된 볼거리 중 하나이다. 프리즘 스타 각각의 신체 능력과 패션 감각, 성격, 기호 등등에 따라 다양한 종류가 존재한다.
프리즘 액트
프리즘 쇼와 연극을 합쳐서 창안했다고 전해지는 프리즘 쇼만의 특수한 볼거리로 프리즘 점프를 모두 성공시킨 상태에서 프리즘 스타가 '액트 라인'이라고 하는 빛의 터널 같은 곳을 통과하면 시전할 수 있다. 액트의 내용은 이를 시전하는 프리즘 스타 개인이나 집단의 경험, 기억, 감정, 상황 등등과 관련이 있으며 개인이나 팀별로 그 종류가 천차만별이다.
스톤(프리즘 스톤)
하트 모양을 한 보석으로 이 안에는 각각 프리즘 스타가 입을 수 있는 고유한 의상의 데이터가 입력되어 있다. 스톤을 가지고 의상실에 가서 특수한 기계에 사람이 들어가고 스톤을 삽입하면 스톤 속에 들어 있는 의상이 출력되어 사람에게 입혀진다. 또한 프리즘스톤 생성기를 이용하면 의상 디자이너가 자신이 디자인한 의상을 스톤 속에 저장할 수도 있다.
프리즘 메이츠
프리즘 쇼 데뷔를 목표로 연습 중인 연습생들을 일컫는다.
스마트팟 터치
연예기획사인 프리티 톱 최고의 연습생들에게만 주어지는 스마트폰으로 영상통화, 일정관리 등의 기능을 갖추고 있다. 페어챔을 저장할 수도 있다.
팬 콜
프리즘 쇼의 관객들이 각자의 스마트폰을 이용하여 프리즘 스타를 응원하는 일종의 추천수 시스템으로 '귀여워'(리본이 그려진 분홍색 하트 아이콘), '멋져'(다이아몬드가 그려진 파란색 마름모꼴 아이콘), '재밌어'(높은음자리표가 그려진 노란색 원형 아이콘)라는 이름의 아이콘을 누르면 해당 프리즘 스타 내지는 팀에게 투표할 수 있다. 프리즘 쇼를 통해 대결을 펼칠 경우 팬 콜 수에 따라 승부나 순위가 갈리게 된다.
심포니아 시리즈
전설의 의상으로 어떻게 만들어졌는지, 누가 디자인했는지 등에 대한 것이 전혀 알려져 있지 않다. 이 의상을 완전하게 갖추어 '그레이트풀 심포니아'라는 프리즘 쇼를 열게 되면 기적이 일어난다는 이야기가 전해지고 있다. '심포니아 셀렉션'이라는 대회의 우승 상품으로 주어지고 있다.

## 등장 인물

### 프리티 탑(Pretty Top)
프리즘 스타 양성 및 관리를 전문으로 하는 연예기획사이다.

#### 아이라의남동생&마르스(MARs)&콜링스(Callings) 1
프리티 톱에 이전부터 소속되어 있던 선배 프리즘 스타로 현재는 자기들의 활동 외에 후배들의 교육도 맡고 있다. 그룹 이름의 유래는 각 멤버 이름의 앞 자를 따온 것이다. 멤버 하루네 아이라는 프리즘 스타로 활동중인 하루네 이츠키의 누나이자 콜링스의리더 쇼와 연애중이다. 콜링스의리더 쇼는 마르스의 하루네 아이라와 연애중이다,
- 하루네 이츠키/미키

성우 : 쿠마이 모토코 / 이선호
원래는 스포츠닥터가 꿈이었으나 우연히 프리즘 쇼의 세계에 발을 들여놓게 된다. 누나인 아이라와 같이 프리즘 스타로 활동중이다.
가족 : 마르스 하루네 아이라, 인피니트 하루카 미가온/레이(사촌), 동생 하루네 유루, 하루네 에루
- 하루네 아이라/아라

- 성우 : 아스미 카나 / 박신희
- 주요 코디 : 퓨어 프리미엄 웨딩
20세, 우유부단하고 푼수끼가 있지만 프리즘 쇼에 있어서는 대단히 열정적이고 긍정적이다. 옷의 목소리가 들린다고 말할 정도로 패션과 디자인 등에 관심이 많아 세라사장이 한때는 디자이너로의 직종전환을 고려하기도 했었다. 프리즘 쇼의 기획에도 도전하고 있는 듯 하다. 콜링스리더 쇼와는 1기의 전반반이상을 친구로 지내다가 1기의 후반부전체에서는 썸타고 연애를 하다가 2기전체에서는 연인으로 발전하게 됐다. 쇼가 좋아하는 사람이다. 쇼의 프리티 탑의 후배이다.
연인 : 콜링스리더 쇼우(연애중)
가족 : 러브 믹스 하루네 이츠키, 인피니트 하루카 미가온/레이 동생: 하루네 유루, 하루네 에루
좋아하는 마르스 멤버 : 타카미네미온
프리티 톱의 인피니트의 레이가 선배 그룹인 콜링스 리더 쇼우 선배에게 아이라/아라를 부탁하면서 연애중이다.
프리즘 점프 : 후레쉬 후르츠 바스켓, 마르스 피닉스,무한 허그 이터널, 오로라 라이징 드림
프리즘 액트 : 해피 스마일 드레스, 로드 투 심포니아
- 쇼우/셰인

성우 : 콘도 타카시 / 심승한
프리티 톱의 남성그룹 콜링스의 리더이자 프리즘 스타로 프리티 톱의 의류브랜드인 '프리즘 스톤' 가게의 디자이너 겸 주인이다. 현재는 프리즈미의 의상을 담당하고 있다. 마르스 아이라와는 1기의 전반반이상을 친구로 지내다가 1기의 후반부전체에서는 썸타고 연애를 하다가 2기전체에서는 연인으로 발전하게 됐다. 하루네 아이라와 같은 프리티 탑의 소속 남성 프리즘 스타로 하루네 아이라의 선배에 해당된다. 하루네 아이라가 좋아하는 대상이며 , 쇼 본인 또한 아이라를 좋아하고 있다. 아이라는 티비에 나오는 쇼만 보면 얼굴이 빨개진다. 동생인 이츠키가 쇼형에게 초콜릿줄꺼냐며 물아봤다.
연인 : 마르스 하루네아이라(연애중)
친구 : 윤수
프리즘 액트 : 슈퍼 밀키웨이 러브

#### 마르스(MARs)&콜링스(Callings) 2
프리티 톱에 이전부터 소속되어 있던 선배 프리즘 스타로 현재는 자기들의 활동 외에 후배들의 교육도 맡고 있다. 그룹 이름의 유래는 각 멤버 이름의 앞 자를 따온 것이다.
- 타카미네 미온/메이

-성우 : 카타오카 아즈사 / 윤승희
- 주요 코디 : 퓨어 프레쉬 웨딩 , 로맨틱 나이트 웨딩
21세, 원래는 인기 모델 출신인 프리즘 스타이다. 아동용 특촬물 '마법소녀 메이'에서 연기자로도 활동하고 있다. 아이라가 동경하는 멤버이다.
친구 : 콜링스 휴가 와타루
프리즘 점프 : 마르스 피닉스, 달콤 꿀 키스, 엔젤 키스, 이터널 빅뱅, 뷰티풀 월드
프리즘 액트 : 샤이닝 오아시스 트래블러
- 휴가 와타루/타미

성우 : 오카모토 노부히코 / 이원찬
콜링스에 소속된 프리즘 스타로 미온을 짝사랑 하고 있다.
친구 : 마르스 타카미네 미온
프리즘 액트 : 슈퍼 밀키웨이 러브

#### 마르스(MARs)&콜링스(Callings) 마지막
프리티 톱에 이전부터 소속되어 있던 선배 프리즘 스타로 현재는 자기들의 활동 외에 후배들의 교육도 맡고 있다. 그룹 이름의 유래는 각 멤버 이름의 앞 자를 따온 것이다. 아마미야 리즈무랑 토도 히비키는 결혼을 했다.
- 아마미야 리즈무/리듬

- 성우 : 하라 사유리 / 한경화
- 주요 코디 : 퓨어 화이트 웨딩
20세, 과거에 유명한 프리즘 스타였던 소나타의 딸이며, 운동 신경이 뛰어나지만 대신 이상한 패션감각을 가지고 있다.
남편 : 콜링스 토도 히비키
프리즘 점프 : 마르스 피닉스, 언리미티드 러브 샤워, 오로라 라이징 파이널,스타더스트 샤워
프리즘 액트 : 오로라 메모리얼
- 토도 히비키/케빈

성우 : 오사히 켄이치로 / 심승한
콜링스에 소속된 프리즘 스타로 같은 소속사인 마르스의 리듬과 비밀 한 가지를 가지고 있다. 토도 카논의 오빠였다.[토도 남매]
아내 : 마르스 아마미야 리즈무
동생 : 세레논 토도 캐논
프리즘 액트 : 슈퍼 밀키웨이 러브

#### 하루네 아이라의 가족
가족들끼리 'Haru no soraoto'라는 케이크 가게를 운영하고 있다.
- 하루네 히로시 / 아이라의 아버지 / 아라의 아버지

성우는 사사키 노조무/사성웅(프리티 리듬 오로라 드림)/이원찬(꿈의 보석 프리즘스톤).
하루네 아이라의 아버지. 아내인 하루네 오미와 함께 가게를 경영하고 있는 파티시에. 얼핏 보면 좋은 아버지처럼 보이지만 실상은 중증의 딸내미 바보. 아이라의 차림새를 불량해 보인다면서 딸기 장식이 달린 드레스를 입혀서 내보내려 할 정도. 게다가 이 옷들을 구입한다고 쓸데없이 돈을 낭비해댄 탓에 오미에게 코브라 트위스트(!)를 당하기도...
디어 마이 퓨처 22화에서 아이라가 들어간 케이크 가게에서 뒷모습으로 등장하였다. 이후 40화에서 하루네 이츠키가 하루네 아이라를 되돌리려 할 때 회상 장면에서 등장하였다.
- 하루네 오미/오미영

성우는 히다카 노리코/정옥주(프리티 리듬 오로라 드림)/윤승희(꿈의 보석 프리즘스톤).
하루네 아이라의 어머니. 남편인 하루네 히로시와 함께 경영하는 케이크 가게의 안주인. 딸인 아이라를 위해 옷을 엄청 많이 사오는 히로시를 견제하고 있다. 옷을 리메이크하는 실력이 제법 뛰어나다. 과거에 프리즘 스타로 활동하였던 칸자키 소나타(아마미야 소나타), 아마미야 류타로와는 오랜 친구이기도 하다. 그 이유는 과거 소나타의 스타일리스트로 활동하다 결혼하면서 그만 두었기 때문.
디어 마이 퓨처 22화에서 케이크 가게를 나서자마자 직후 문을 열고 들어가는 장면으로 등장하였다. 이후 40화에서 하루네 이츠키가 하루네 아이라를 되돌리려 할 때 남편과 같이 회상 장면에서 등장하였다.
- 하루네 우루/우리/유이 & 하루네 에루/누리/아리

성우는 나카지마 아키, 나카지마 히로[21]/선은혜, 신소윤(프리티 리듬 오로라 드림)/김소희, 한경화(꿈의 보석 프리즘스톤).
하루네 아이라와 하루네 이츠키의 쌍둥이 여동생들. 33화에서 아이라와 다투지만 후에 화해하고 프리티 톱의 매니저로 꿈을 정했다. 디어 마이 퓨처 40화에서 회상 장면으로 등장하였다.

#### 타카미네 미온의 가족
- 타카미네 피에트로

타카미네 미온의 아버지. 이탈리아인이다. 디어 마이 퓨처에서는 아예 등장하지 않는다.
- 타카미네 안나[23]

타카미네 미온의 어머니. 마찬가지로 디어 마이 퓨처에서는 아예 등장하지 않는다.

#### 아마미야 리즈무 가족
- 아마미야 류타로

아마미야 리즈무의 아버지. 현재 아내였던 아마미야 소나타가 행방불명이 되고만 시점에서 리즈무와 단 둘이서만 살고 있었다. 과거에는 무명 아이돌 가수였으며 소나타와 결혼을 한 후에는 가수 활동을 접었다. 하루네 아이라의 어머니인 하루네 오미, 아세치 쿄코와는 오랜 친구였다. 한국판을 기준으로는 '안 사장님.' 이라고 부른다.
- 아마미야 소나타/소나타/소피아

아마미야 리즈무의 어머니. 리즈무가 소나타가 오로라 라이징을 뛴 영상을 보고 있거나 오로라 라이징을 뛰는 게 목표라고 하고 소나타와 리즈무가 매우 닮았다는게 떡밥이였다. 현재는 행방불명인 상태로 아마미야 리즈무가 성장한 지금인 10여 년째 돌아오지 않고 있다. 13년만에 만났다.

#### 세레논 위드 카일리,Serenon With K(SereNon with Kylie)
세레논(세레나, 캐논)은 원래 다른 소속사 출신이었으나 오로라 드림 이후로 프리티 톱으로 이적한 선배 프리즘 스타로 만담개그 같은 것을 주로 선보인다. 그룹 이름의 유래는 구성원 두 사람 이름을 합친 것이다. 일본판에서는 두 명 모두 오사카 사투리를 사용한다. 메이와 같이 '마법소녀 미온'에 조연으로 출연하고 있다. 카일리는 오로라드림에서 세레논과 같이 활동하다가 현재는 프리티 톱에 소속되어 세레논과 같이 활동하고 있다.
- 죠노우치 세레나/세레나

- 성우 : 요네자와 마도카 / 김현지
- 주요 코디 : 악마 코디
세레논의 멤버로 채경과 예전부터 알고 지낸 사이이다.
프리즘 점프 : 스페이스 스크류 스파이럴, 해트트릭 스타, 프리즘 파이어 로즈 허리케인, 프리즘 유니콘 디스트로이, 프리즘 레인보우 허리케인 맥시멈
프리즘 액트 : 만담 프린세스, 슈퍼 히로인 걸
- 토도 캐논(캐논)

- 성우 : 아케사카 사토미 / 박신희
- 주요 코디 : 천사 코디
세레논의 멤버이다.
오빠 : 콜링스 토도 히비키
프리즘 점프 : 팝 플라워 다이브, 해트트릭 스타, 프리즘 파이어 로즈 허리케인, 프리즘 유니콘 디스트로이, 프리즘 레인보우 허리케인 맥시멈. 토토 히비키의 여동생이었다.[토도 남매]
프리즘 액트 : 만담 프린세스, 슈퍼 히로인 걸
- 아마미야 카나메(카일리, 크리스),(오로라드림 풀네임:크리스카나메)

- 성우 : 이토 카나에 / 한경화
- 주요 코디 : 천사일까? 악마일까? 코디
세레논의 멤버는 아니나 오로라드림에서는 임시로 세레논과 한 팀으로 활약한 적이 있는 프리즘 스타의 소녀. 그래도 현재는 세레논의 정식 멤버처럼 보인다. 현재는 프리티 톱에 소속되어 있으며 세레논과 같이 '마법소녀 미온'에 고정출연하고 있다. 아마미야프리티 탑(Pretty Top) ===
프리즘 스타 양성 및 관리를 전문으로 하는 연예기획사이다.

#### 아이라의남동생&마르스(MARs)&콜링스(Callings) 1
프리티 톱에 이전부터 소속되어 있던 선배 프리즘 스타로 현재는 자기들의 활동 외에 후배들의 교육도 맡고 있다. 그룹 이름의 유래는 각 멤버 이름의 앞 자를 따온 것이다. 멤버 하루네 아이라는 프리즘 스타로 활동중인 하루네 이츠키의 누나이자 콜링스의리더 쇼와 연애중이다. 콜링스의리더 쇼는 마르스의 하루네 아이라와 연애중이다,
- 하루네 이츠키/미키

성우 : 쿠마이 모토코 / 이선호
원래는 스포츠닥터가 꿈이었으나 우연히 프리즘 쇼의 세계에 발을 들여놓게 된다. 누나인 아이라와 같이 프리즘 스타로 활동중이다.
가족 : 마르스 하루네 아이라, 인피니트 하루카 미가온/레이(사촌), 동생 하루네 유루, 하루네 에루
- 하루네 아이라/아라

- 성우 : 아스미 카나 / 박신희
- 주요 코디 : 퓨어 프리미엄 웨딩
20세, 우유부단하고 푼수끼가 있지만 프리즘 쇼에 있어서는 대단히 열정적이고 긍정적이다. 옷의 목소리가 들린다고 말할 정도로 패션과 디자인 등에 관심이 많아 세라사장이 한때는 디자이너로의 직종전환을 고려하기도 했었다. 프리즘 쇼의 기획에도 도전하고 있는 듯 하다. 콜링스리더 쇼와는 1기의 전반반이상을 친구로 지내다가 1기의 후반부전체에서는 썸타고 연애를 하다가 2기전체에서는 연인으로 발전하게 됐다. 쇼가 좋아하는 사람이다. 쇼의 프리티 탑의 후배이다.
연인 : 콜링스리더 쇼우(연애중)
가족 : 러브 믹스 하루네 이츠키, 인피니트 하루카 미가온/레이 동생: 하루네 유루, 하루네 에루
좋아하는 마르스 멤버 : 타카미네미온
프리티 톱의 인피니트의 레이가 선배 그룹인 콜링스 리더 쇼우 선배에게 아이라/아라를 부탁하면서 연애중이다.
프리즘 점프 : 후레쉬 후르츠 바스켓, 마르스 피닉스,무한 허그 이터널, 오로라 라이징 드림
프리즘 액트 : 해피 스마일 드레스, 로드 투 심포니아
- 쇼우/셰인

성우 : 콘도 타카시 / 심승한
프리티 톱의 남성그룹 콜링스의 리더이자 프리즘 스타로 프리티 톱의 의류브랜드인 '프리즘 스톤' 가게의 디자이너 겸 주인이다. 현재는 프리즈미의 의상을 담당하고 있다. 마르스 아이라와는 1기의 전반반이상을 친구로 지내다가 1기의 후반부전체에서는 썸타고 연애를 하다가 2기전체에서는 연인으로 발전하게 됐다. 하루네 아이라와 같은 프리티 탑의 소속 남성 프리즘 스타로 하루네 아이라의 선배에 해당된다. 하루네 아이라가 좋아하는 대상이며 , 쇼 본인 또한 아이라를 좋아하고 있다. 아이라는 티비에 나오는 쇼만 보면 얼굴이 빨개진다. 동생인 이츠키가 쇼형에게 초콜릿줄꺼냐며 물아봤다.
연인 : 마르스 하루네아이라(연애중)
친구 : 윤수
프리즘 액트 : 슈퍼 밀키웨이 러브

#### 마르스(MARs)&콜링스(Callings) 2
프리티 톱에 이전부터 소속되어 있던 선배 프리즘 스타로 현재는 자기들의 활동 외에 후배들의 교육도 맡고 있다. 그룹 이름의 유래는 각 멤버 이름의 앞 자를 따온 것이다.
- 타카미네 미온/메이

-성우 : 카타오카 아즈사 / 윤승희
- 주요 코디 : 퓨어 프레쉬 웨딩 , 로맨틱 나이트 웨딩
21세, 원래는 인기 모델 출신인 프리즘 스타이다. 아동용 특촬물 '마법소녀 메이'에서 연기자로도 활동하고 있다. 아이라가 동경하는 멤버이다.
친구 : 콜링스 휴가 와타루
프리즘 점프 : 마르스 피닉스, 달콤 꿀 키스, 엔젤 키스, 이터널 빅뱅, 뷰티풀 월드
프리즘 액트 : 샤이닝 오아시스 트래블러
- 휴가 와타루/타미

성우 : 오카모토 노부히코 / 이원찬
콜링스에 소속된 프리즘 스타로 미온을 짝사랑 하고 있다.
친구 : 마르스 타카미네 미온
프리즘 액트 : 슈퍼 밀키웨이 러브

#### 마르스(MARs)&콜링스(Callings) 마지막
프리티 톱에 이전부터 소속되어 있던 선배 프리즘 스타로 현재는 자기들의 활동 외에 후배들의 교육도 맡고 있다. 그룹 이름의 유래는 각 멤버 이름의 앞 자를 따온 것이다. 아마미야 리즈무랑 토도 히비키는 결혼을 했다.
- 아마미야 리즈무/리듬

- 성우 : 하라 사유리 / 한경화
- 주요 코디 : 퓨어 화이트 웨딩
20세, 과거에 유명한 프리즘 스타였던 소나타의 딸이며, 운동 신경이 뛰어나지만 대신 이상한 패션감각을 가지고 있다. 아마미야 카나메의 의붓언니였다.
남편 : 콜링스 토도 히비키
프리즘 점프 : 마르스 피닉스, 언리미티드 러브 샤워, 오로라 라이징 파이널,스타더스트 샤워
프리즘 액트 : 오로라 메모리얼
- 토도 히비키/케빈

성우 : 오사히 켄이치로 / 심승한
콜링스에 소속된 프리즘 스타로 같은 소속사인 마르스의 리듬과 비밀 한 가지를 가지고 있다. 토도 카논의 오빠였다.[토도 남매]
아내 : 마르스 아마미야 리즈무
동생 : 세레논 토도 캐논
프리즘 액트 : 슈퍼 밀키웨이 러브

#### 하루네 아이라의 가족
가족들끼리 'Haru no soraoto'라는 케이크 가게를 운영하고 있다.
- 하루네 히로시 / 아이라의 아버지 / 아라의 아버지

성우는 사사키 노조무/사성웅(프리티 리듬 오로라 드림)/이원찬(꿈의 보석 프리즘스톤).
하루네 아이라의 아버지. 아내인 하루네 오미와 함께 가게를 경영하고 있는 파티시에. 얼핏 보면 좋은 아버지처럼 보이지만 실상은 중증의 딸내미 바보. 아이라의 차림새를 불량해 보인다면서 딸기 장식이 달린 드레스를 입혀서 내보내려 할 정도. 게다가 이 옷들을 구입한다고 쓸데없이 돈을 낭비해댄 탓에 오미에게 코브라 트위스트(!)를 당하기도...
디어 마이 퓨처 22화에서 아이라가 들어간 케이크 가게에서 뒷모습으로 등장하였다. 이후 40화에서 하루네 이츠키가 하루네 아이라를 되돌리려 할 때 회상 장면에서 등장하였다.
- 하루네 오미/오미영

성우는 히다카 노리코/정옥주(프리티 리듬 오로라 드림)/윤승희(꿈의 보석 프리즘스톤).
하루네 아이라의 어머니. 남편인 하루네 히로시와 함께 경영하는 케이크 가게의 안주인. 딸인 아이라를 위해 옷을 엄청 많이 사오는 히로시를 견제하고 있다. 옷을 리메이크하는 실력이 제법 뛰어나다. 과거에 프리즘 스타로 활동하였던 칸자키 소나타(아마미야 소나타), 아마미야 류타로와는 오랜 친구이기도 하다. 그 이유는 과거 소나타의 스타일리스트로 활동하다 결혼하면서 그만 두었기 때문.
디어 마이 퓨처 22화에서 케이크 가게를 나서자마자 직후 문을 열고 들어가는 장면으로 등장하였다. 이후 40화에서 하루네 이츠키가 하루네 아이라를 되돌리려 할 때 남편과 같이 회상 장면에서 등장하였다.
- 하루네 우루/우리/유이 & 하루네 에루/누리/아리

성우는 나카지마 아키, 나카지마 히로[21]/선은혜, 신소윤(프리티 리듬 오로라 드림)/김소희, 한경화(꿈의 보석 프리즘스톤).
하루네 아이라와 하루네 이츠키의 쌍둥이 여동생들. 33화에서 아이라와 다투지만 후에 화해하고 프리티 톱의 매니저로 꿈을 정했다. 디어 마이 퓨처 40화에서 회상 장면으로 등장하였다.

#### 타카미네 미온의 가족
- 타카미네 피에트로

타카미네 미온의 아버지. 이탈리아인이다. 디어 마이 퓨처에서는 아예 등장하지 않는다.
- 타카미네 안나[23]

타카미네 미온의 어머니. 마찬가지로 디어 마이 퓨처에서는 아예 등장하지 않는다.

#### 아마미야 리즈무 가족
- 아마미야 류타로

아마미야 리즈무의 아버지. 현재 아내였던 아마미야 소나타가 행방불명이 되고만 시점에서 리즈무와 단 둘이서만 살고 있었다. 과거에는 무명 아이돌 가수였으며 소나타와 결혼을 한 후에는 가수 활동을 접었다. 하루네 아이라의 어머니인 하루네 오미, 아세치 쿄코와는 오랜 친구였다. 한국판을 기준으로는 '안 사장님.' 이라고 부른다.
- 아마미야 소나타/소나타/소피아

아마미야 리즈무의 어머니. 리즈무가 소나타가 오로라 라이징을 뛴 영상을 보고 있거나 오로라 라이징을 뛰는 게 목표라고 하고 소나타와 리즈무가 매우 닮았다는게 떡밥이였다. 현재는 행방불명인 상태로 아마미야 리즈무가 성장한 지금인 10여 년째 돌아오지 않고 있다. 13년만에 만났다.

#### 세레논 위드 카일리,Serenon With K(SereNon with Kylie)
세레논(세레나, 캐논)은 원래 다른 소속사 출신이었으나 오로라 드림 이후로 프리티 톱으로 이적한 선배 프리즘 스타로 만담개그 같은 것을 주로 선보인다. 그룹 이름의 유래는 구성원 두 사람 이름을 합친 것이다. 일본판에서는 두 명 모두 오사카 사투리를 사용한다. 메이와 같이 '마법소녀 미온'에 조연으로 출연하고 있다. 카일리는 오로라드림에서 세레논과 같이 활동하다가 현재는 프리티 톱에 소속되어 세레논과 같이 활동하고 있다.
- 죠노우치 세레나/세레나

- 성우 : 요네자와 마도카 / 김현지
- 주요 코디 : 악마 코디
세레논의 멤버로 채경과 예전부터 알고 지낸 사이이다.
프리즘 점프 : 스페이스 스크류 스파이럴, 해트트릭 스타, 프리즘 파이어 로즈 허리케인, 프리즘 유니콘 디스트로이, 프리즘 레인보우 허리케인 맥시멈
프리즘 액트 : 만담 프린세스, 슈퍼 히로인 걸
- 토도 캐논(캐논)

- 성우 : 아케사카 사토미 / 박신희
- 주요 코디 : 천사 코디
세레논의 멤버이다.
오빠 : 콜링스 토도 히비키
프리즘 점프 : 팝 플라워 다이브, 해트트릭 스타, 프리즘 파이어 로즈 허리케인, 프리즘 유니콘 디스트로이, 프리즘 레인보우 허리케인 맥시멈. 토토 히비키의 여동생이었다.[토도 남매]
프리즘 액트 : 만담 프린세스, 슈퍼 히로인 걸
- 아마미야 카나메(카일리, 크리스),(오로라드림 풀네임:크리스카나메)

- 성우 : 이토 카나에 / 한경화
- 주요 코디 : 천사일까? 악마일까? 코디
세레논의 멤버는 아니나 오로라드림에서는 임시로 세레논과 한 팀으로 활약한 적이 있는 프리즘 스타의 소녀. 그래도 현재는 세레논의 정식 멤버처럼 보인다. 현재는 프리티 톱에 소속되어 있으며 세레논과 같이 '마법소녀 미온'에 고정출연하고 있다. 아마미야 리즈무의 의붓동생이었다.
프리즘 점프 : 프레시 바나나 바스켓, 해트트릭 스타, 프리즘 파이어 로드 허리케인, 프리즘 유니콘 디스트로이, 레인보우 라이징
프리즘 액트 : 슈퍼 히로인 걸
제일 좋아하는 언니 : 마르스 하루네 아이라

#### 프리즈미(Prizmmy☆)
프리티 톱의 프리즘 스타 연습생 집단인 프리즘 메이츠(Prism mates)에 소속되어 있던 레이나, 카린, 에이미와 갑작스럽게 프리즘 메이츠가 된 아미를 합해서 만든 프리즘 그룹. 그룹 이름의 유래는 "Prism with me"의 약어이다. 제 3화부터 정식으로 데뷔한다.
※일판 이름/한판이름(실제 이름) 순이다.
- 아게하 미아/아미(쿠사카베 미아)

- 성우 : 오오쿠보 루미 / 문선희
- 주요 코디 : 정열의 심포니아
15세, 승부욕이 강해서 지는 것을 싫어한다. 항상 최고가 되려고 하고 행동부터 앞서며 목적달성을 위해 수단 방법을 가리지 않는 면이 있어 주변사람들과 마찰을 빚어 내기도 하지만 특유의 열정으로 주변사람을 이끄는 묘한 힘을 가지고 있다. 마르스의 아이라에 대해 라이벌 의식을 갖고 있으며 "아미가 1등!"이 말버릇이다. 원래는 연습생이 아니었으나 1화에서 마르스의 프리즘 쇼에 난입하여 소동을 벌인 일을 계기로 프리즘 스타 연습생이 되었다.
- 프리즘 점프 : 반짝이는 퓨처 스타, 반짝이는 퓨처 스타 에볼루션, 반짝이는 퓨처 스타 레볼루션, 스타더스트 샤워, 플라이 하이 치어 걸
- 프리즘 액트 : 미라클 아이돌 웨이크업, 드림 플라워 레볼루션, 두근두근 메모리 하트 포 유, 어뮤즈먼트 깜찍 하트, 로드 투 심포니아, 스카이 하이 심포니아, 정열의 심포니아, 디어 마이 퓨처
- 미야마 레이나/레이나(쿠보 레이나)

- 성우 : 타카모리 나츠미 / 윤승희
- 주요 코디 : 지성의 심포니아
15세, 성실하지만 생각이 깊은 탓에 쉽게 걱정에 빠진다. 겉으로는 차분하고 어른스러워 보이나 속으로는 열정적인 마음을 숨기고 있다. 그룹 내에서 가장 정상적으로 사고하기에 매사 나서길 좋아하는 아미와 충돌하는 일이 많다. 같은 학교에 다니는 미키를 짝사랑하고 있다.
- 프리즘 점프 : 크리스탈 스풀레시, 피어피어피어라 사랑의 꽃, 러블리 퍼퓸 스플레시, 가슴 두근 체험, 달콤 한꿀 키스, 당신의 마음에 연애세포 파바방, 벌꿀 키스, 도레미파 슬라이더, 두근두근 메모리 하트
- 프리즘 액트 : 미라클 아이돌 웨이크업, 셸 위 댄스, 셸 위 러브 프로포즈, 원 웨이 로드, 로드 투 심포니아, 스카이 하이 심포니아
- 시지미 카린/카린(타카하시 카린)

- 성우 : 츠다 미나미 / 김소희
- 주요 코디 : 우정의 심포니아
14세, 매사 낙천적이고 주변을 밝게 한다. 나이는 어리지만 어른스러운 성격으로 그룹 내에서 맏언니 역할을 한다. 하지만 큰 무대에서 쉽게 긴장하는 단점이 있다. "완전,대박, "어떻게든 되겠지!"라는 말을 자주 사용한다.
- 프리즘 점프 : 하트 풀 스풀레시, 크리스탈 스플레시, 펀펀 하트 다이브, 하트 아치 판타지, 갤럭시 더스트 샤워, 프리즘스타 판타지, 도레미파 슬라이더, 갤럭시 스타 다이브
- 프리즘 액트 : 미라클 아이돌 웨이크업, 사랑해요 츄츄러브 땡큐, 실러캔스 엘도라도, 로드 투 심포니아, 스카이 하이 심포니아
- 오오루리 아야미/에이미(세마노 아야미)

- 성우 : 사쿠라 아야네 / 김현지
- 주요 코디 : 상냥함의 심포니아
14세, 소극적인 성격으로 남 앞에 나서지를 못하지만 중요한 순간에는 사뭇 대담해진다. 항상 메모장을 가지고 다니며 주변에서 일어나는 거의 모든 것을 메모한다. "메모 메모에요"가 말버릇이다.
- 프리즘 점프 : 하트 풀 스풀래시, 러블리 레인보우, 숲 속 요정 걸, 하트 아치 판타지, 샤이닝 러브 큐피드, 프리즘스타 판타지, 도레미파 슬라이더, 월드 러브 큐피드
- 프리즘 액트 : 미라클 아이돌 웨이크업, 셸 위 댄스, 셸 위 러브 프로포즈, 원 웨이 로드, 로드 투 심포니아, 스카이 하이 심포니아

#### 프리티 탑 스태프
- 아세치 쿄코(세라)

성우 : 하야미즈 리사 / 윤승희
프리티 탑의 사장이다. 돈 버는 일에 관심이 많아 조그마한 이익이라도 있는 곳에는 눈에 불을 켜고 달려드는 성격이다. 그 자신도 과거에 프리즘 스타로 활동한 경력이 있다. 타키가와 쥰의 의붓누나였다.
- 타키가와 쥰(준)

성우 : 치바 스스무 / 남도형
프리티 탑의 매니저로 아세치 쿄코[세라]의 이복 남동생이다. 차분한 듯 보이지만 가끔씩 주변 상황을 묘사하기 위해 알 수 없는 말을 하기도 한다. 마르스의 프리즘 쇼에서 소동을 벌인 아미의 가능성을 알아보고 프리티 탑으로 끌고 온 장본인이다. 가끔씩 망토를 두르고 가면을 쓴 분장을 한 채 '프리즘 에이스'라는 이름으로 나타나서 의미심장한 말을 남기고 사라지곤 하는데 다른 사람들은 모두 알아보지만 아미는 알아보지 못한다. 타키가와 료타의 형이였다.
- 타키가와 료타(세루토)

성우 : 카지와라 가쿠토 / 이승행
그는 타키가와 쥰의 아우였다. 료타는 자신의 아버지 아세치 킨타로를 지금까지도 미워하고 있다. 료타는 자기 형 타키가와 쥰을 망신을 시켰지만, 형 쥰은 아우 료타를 버리지 않았다. 료타는 수양누나 아세치 쿄코에게 미안해하고 있다. 로사의 셋째 아들이었다.
- 펭귄선생님

성우 : 미야케 겐타 / 이원찬
프리티 탑의 댄스 강사. 스스로는 조류라고 주장하지만 인간의 말을 할 수 있으며 가발을 쓰고 있으며 페어챔 비비와 대립한다.
- 야마다 야마오(마이클)

성우 : 심승한
프리티 탑의 연습실인 프리티 탑 스쿨의 관리인이다. 기묘한 복장을 하고 있고 펭귄 선생과 항상 같이 다닌다. "야마다입니다.","야마오 입니다."가 말버릇이다.
- 안경언니(매기)

성우 : 이토 카나에/배주영
프리티 탑 의상실을 관리하는 사람으로 의상실에 비치된 기계(프리즘스톤 메이커)를 사용하여 디자이너들이 제작한 의상을 프리즘스톤으로 옮기거나 프리즘스톤에 담긴 의상을 프리즘스타에게 입히는 역할을 한다.
- K코치(로사)

- 성우 : 윤성혜
쿄코와 쥰의 어머니이자 전직 프리즘 스타로 전직 배우이자 윤수 남매의 어머니였던 명자와 함께 Mr.K가 일으킨 이 사건에 휘말렸던 인물이였다. Mr.K의 음모를 막기위해 프리즘 쇼 세계의 안위를 걱정하고 있으며 타로카드 점을 쳐서 미래에 있을 일을 예견하고 경고하기도 한다. 하지만, 료타의 엄마였다.
- 쇼우/셰인

성우 : 콘도 타카시 / 심승한
프리티 톱의 남성그룹 콜링스의 리더이자 프리즘 스타로 프리티 톱의 의류브랜드인 '프리즘 스톤' 가게의 디자이너 겸 주인이다. 현재는 프리즈미의 의상을 담당하고 있다. 마르스 아이라와는 1기의 전반반이상을 친구로 지내다가 1기의 후반부전체에서는 썸타고 연애를 하다가 2기전체에서는 연인으로 발전하게 됐다.
연인 : 마르스 하루네 아이라(연애중)
친구 : 윤수
- 하루네 아이라/아라

- 성우 : 아스미 카나 / 박신희
20세, 우유부단하고 푼수끼가 있지만 프리즘 쇼에 있어서는 대단히 열정적이고 긍정적이다. 옷의 목소리가 들린다고 말할 정도로 패션과 디자인 등에 관심이 많아 세라사장이 한때는 디자이너로의 직종전환을 고려하기도 했었다. 프리즘 쇼의 기획에도 도전하고 있는 듯 하다. 콜링스리더 쇼와는 1기의 전반반이상을 친구로 지내다가 1기의 후반부전체에서는 썸타고 연애를 하다가 2기전체에서는 연인으로 발전하게 됐다. 현재는 동생인 이츠키와 같이 프리즘 스타로 활동중이다.
연인 : 콜링스리더 쇼우(연애중)
가족 : 러브 믹스 하루네 이츠키, 동생: 하루네 유루, 하루네 에루
사촌/후배 : 인피니트 하루카 미가온 / 레이
프리티 톱의 인피니트의 레이가 선배 그룹인 콜링스 리더 쇼우 선배에게 아이라/아라를 부탁하면서 연애중이다.
- 휴가 와타루/타미

성우 : 오카모토 노부히코 / 이원찬
콜링스에 소속된 프리즘 스타로 미온을 짝사랑 하고 있다.
친구 : 마르스 타카미네 미온
- 타카미네 미온/메이

-성우 : 카타오카 아즈사 / 윤승희
21세, 원래는 인기 모델 출신인 프리즘 스타이다. 아동용 특촬물 '마법소녀 메이'에서 연기자로도 활동하고 있다.
친구 : 콜링스 휴가 와타루

### 디어 크라운(Dear Crown)
또다른 연예기획사로 현재 프리티 톱과 협약을 맺고 소속 연습생 그룹인 프리티를 프리티 톱으로 유학을 보낸 상황이다.

#### 퓨리티/프리티(PURETTY)
DSP 미디어에 소속된 퓨리티(PURETTY)에서 그룹명과 멤버 이름을 다소 변형하여 가져왔다. 현실과 일본판에서의 그룹 이름인 퓨리티의 유래는 순수하다(pure) + 귀엽다(cutie)이다. 하지만 한국판에서는 프리티라는 이름으로 변경되었으며 멤버 이름도 실제와 약간 다르다. 현재 프리즘 쇼에 대해 배우기 위해 프리티 톱으로 유학을 온 상황이다.
※일판 이름/한판이름(실제 이름) 순이다.
- 혜인/해인 (유혜인)

- 성우 : 이토 카나에 / 배주영
- 주요 코디 : 밤하늘의 심포니아
15세, 항상 밝고 상큼발랄한 성격으로 주위에 활력을 불어넣어주며 연습을 게을리 하지 않지만 자신이 다른 이들보다 뒤쳐진다고 느껴 걱정에 잠기는 일이 많다. 아미와는 어렸을 때부터 친한 친구 사이로 심포니아 시리즈에 대해 관심이 많다.
프리즘 점프 : 골드 파라다이스, 해피 마카롱 스핀, 골드 스타 일루전, 플래티늄 스파이럴,골드 스파이럴
프리즘 액트 : 나이트 플라워 피버, 사랑해요 츄츄러브 땡큐, 실러캔스 엘도라도, 위 러브 프리즘 쇼, 스카이 하이 심포니아, 밤하늘의 심포니아, 디어 마이 퓨처,로드 투 심포니아
- 시윤/시은 (조시윤)

- 성우 : 김향리 / 한경화, 남도형(그림자 버젼)
- 주요 코디 : 대지의 심포니아
17세, 그룹의 맏언니이며 다른 멤버들을 상냥하고 맑게 챙겨주는 성격이지만 가끔 분위기 파악을 못하고 말하는 경향이 있다. 가끔씩은 화를 내면 주변 사람들에게 공포를 안겨주는 악녀이다. "예이~"가 말버릇이다.
프리즘 점프 : 컬러풀 쵸코 퍼레이드, 해피 마카롱 스핀, 팝 캔디 로켓, 정글의 여왕이다, 프리즘스타 판타지, 대지
프리즘 액트 : 나이트 플라워 피버, 사랑해요 츄츄러브 땡큐, 실러캔스 엘도라도, 위 러브 프리즘 쇼, 스카이 하이 심포니아,로드 투 심포니아
- 채경/재경 (윤채경)

- 성우 : 아케사카 사토미 / 이선호
- 주요 코디 : 바다의 심포니아
17세, 아버지는 대기업 회장이고 어머니는 유명 배우이다. 부유한 가정환경 탓에 응석받이 같은 면이 있고 모든 것을 돈으로 해결하려고 하지만 미워할 수 없다. 자기애가 강해서인지 자기 이름이 1인칭이고 때론 스스로를 '럭셔리 걸'이라고 칭하기도 한다. "럭셔리"가 말버릇이다.
프리즘 점프 : 팝 캔디 로켓, 크리스탈 스플래시 럭셔리 걸, 핑크 돌핀 비너스, 고져스 쥬얼리 파라다이스, 해트트릭 스타, 피어피어피어라 꿈의 꽃송이, 플라이 하이 치어 걸, 럭셔리 쥬얼리 파라다이스, 바다
프리즘 액트 : 나이트 플라워 피버, 드림 플라워 레볼루션, 두근두근 메모리 하트 포 유, 어뮤즈먼트 깜찍 하트, 위 러브 프리즘 쇼, 스카이 하이 심포니아,로드 투 심포니아
- 소민/소미 (전소민)

- 성우 : 미야케 마리에 / 김현지
- 주요 코디 : 하늘의 심포니아
15세, 겉보기엔 모범생처럼 보이지만 다혈질이라 의외로 화를 잘 내고 새침도 하지만 프리즘 쇼에 있어서는 누구보다 진지하지만 눈물을 잘 흘리며 길을 잘 잃어버리는 소문난 길치. 거의 항상 군대식의 "다"나"까"로 끝나는 말투를 쓰며 아미와 대립하기도 하지만 윤수를 몰래 짝사랑하기도 한다.
프리즘 점프 : 팝 캔디 로켓, 핑크 돌핀 비너스, 피어피어피어라 사랑의 꽃, 팝 캔디 로켓, 스타더스트 샤워, 해트트릭 스타, 피어피어피어라 꿈의 꽃송이, 가슴 두근 체험, 프리즘스타 판타지, 하늘
프리즘 액트 : 나이트 플라워 피버, 드림 플라워 레볼루션, 두근두근 메모리 하트 포 유, 어뮤즈먼트 깜찍 하트, 위 러브 프리즘 쇼, 스카이 하이 심포니아,로드 투 심포니아
- 재은/지은 (전재은)

- 성우 : 요네자와 마도카 / 박신희
- 주요 코디 : 태양의 심포니아
14세, 매사 덜렁대며 푼수끼가 있지만 순수하고 순진하지만 애교가 많아 다른 사람과 금방 친해진다. 금방 사랑에 빠지며 항상 뻐끔뻐끔거리며 햇살과 공기의 맛을 느낀다.
프리즘 점프 : 컬러풀 쵸코 퍼레이드, 해피 마카롱 스핀, 피어피어피어라 사랑의 꽃, 뻐끔뻐끔 러버즈, 플라이 하이 치어 걸, 태양
프리즘 액트 : 나이트 플라워 피버, 셸 위 댄스, 셸 위 러브 프로포즈, 원 웨이 로드, 위 러브 프리즘 쇼, 스카이 하이 심포니아,로드 투 심포니아

#### 디어 프린세스 스태프
- 미실

성우 : 아오야마 도코 / 윤성혜
디어 프린세스의 사장으로 쿄코와는 오래 전부터 잘 알고 지낸 사이이다. 자기 회사 소속 사람들에게 매우 엄격해서 연습생들에게 시간제한을 주고 말을 시키기도 하지만 한편으로는 프리티 멤버들을 걱정하는 모습을 보여주기도 한다.
- 윤수

성우 : 하타노 와타루 / 이원찬
21세, 디어 프린세스 계열의 의류 브랜드 '디어 크라운'의 디자이너이며 프리티의 의상을 담당하고 있다. 채경의 친오빠이기도 하며 전설로 전해지는 심포니아 시리즈에 대한 관심이 많다. 쇼와 마찬가지로 아이라를 좋아하고 있으며 현재 프리티가 프리티 톱으로 유학을 온 상황이기 때문에 쇼와는 일과 사랑 모든 면에서 대립하고 있다.

### 마스코트

#### 페어챔
프리즈미와 프리티의 동물형 마스코트로서 여러 가지 악세서리로 변화할 수 있으며 의상실에서 프리즘 스톤에 의상을 입력할 때 중요한 역할을 담당하며 프리즘스타가 의상실에서 옷을 갈아입을 때 프리즘스타의 장신구로 변신하기도 한다. 프리즈미는 펭귄 선생님에게, 프리티는 미실 사장으로부터 받았다. 프리즘 메이츠가 페어챔을 받았다는 것은 프리즘 스타로서 가능성이 있음을 인정받았다는 의미이다. 프리즈미의 페어챔들은 작은 동물 울음소리를 내지만 프리티의 페어챔 비비는 인간의 말을 할 수 있다.
- 미미

아미의 페어챔
- 레미

레이나의 페어챔
- 리미

카린의 페어챔
- 야미

에이미의 페어챔
- 비비

프리티의 페어챔. 프리즈미의 페어챔이 단지 마스코트 이상의 의미가 없는 데 반해 비비는 프리티의 강사 역할도 하고 있다. 펭귄 선생님과 대립하는 일이 잦다. 담당 성우는 치바 스스무/윤승희.

#### 페어치어
프리티 리듬: 오로라 드림에서는 마르스의 댄스 코치였으나 현재는 페어챔들의 선생님으로 진급한 상태이다. 펭귄 선생님을 보조하는 역할을 하며 스태프가 부족한 프리티 톱에서 잡다한 일을 도맡아 하기도 한다. 말끝마다 "치어"를 붙인다.
- 라비치 : 하루네 아이라/아라의 페어치어
- 키티치 : 타카미네 미온/미온의 페어치어
- 베어치 : 아야미야 리즈무/리듬의 페어치어

### 기타
- 돈 봄비

- 성우 : 지바 시게루 / 남도형
프리티 톱에서 주최하는 프리즘 쇼의 사회를 맡고 있는 사회자. 우스꽝스러운 복장과 아프로 머리가 특징으로 Mr.K와 동일인물이다.
- 베키

- 성우 : 배주영
연예계 소식 담당 기자이다.
- 유명자

- 성우 : 박신희
윤수와 재경의 어머니이자 전직 배우로 Mr.K와는 아주 친했지만 케이가 프리즘 스타가 되어달라고 강요하자 절교하고 그의 곁을 떠났다. 전설의 의상인 심포니아 시리즈에 안 좋은 기억이 있다.
- 아세치 킨타로(Mr. K)

- 성우 : 지바 시게루 / 남도형
세라의 아버지로 전설적인 무대연출가이자 디자이너였지만 프리즘 쇼의 세계를 혼란에 빠트린 장본인이었으며 세라마저 자신의 야망을 이뤄내기 위한 희생양으로 만들려고 했다.그 이후 그는 심포니아 재단을 설립해 전설의 프리즘 쇼 (그레이트 풀 심포니아)를 목표로 삼고있으며 지금은 자신의 목적을 위해선 온갖 수단과 방법을 가리지 않았고, 프리즘 스타들의 능력을 악용하여 프리즘 쇼의 업계를 집어삼키고 프리즘 쇼의 세계를 멸망시키기 위해 모든 악행을 저지르려는 악의 화신으로 변했다.

### 유닛 그룹(셔플팀)의 결성
27화 이후로 '심포니아 셀렉션- 로드 투 심포니아' 대회 참가를 위해 프리티와 프리즈미의 멤버를 섞어 3명으로 구성된 3개의 유닛 그룹을 만들어 활동하게 된다. 각 유닛의 구성은 다음과 같다.
- 스프라우츠/Sprouts: 레이나, 지은, 에이미
- 피아피아/P&P: 해인, 시은, 카린
- 코스모스/COSMOs: 아미, 재경, 소미

## 삽입곡
한국판에서는 떨리는 맘과 슈와슈와 베이비 외의 곡은 모두 해당 캐릭터의 담당 성우가 부른 것으로 알려져 있다.

### PRETTY(『PURETTY』)
떨리는 맘(원곡-체킷☆러브)
- 작사/작곡 : G-high, 이주형
- 노래 : 프리티
여는 곡으로 사용되었다. 본편에서는 13화부터 프리티의 데뷔곡으로서 나온다.
슈와슈와 Baby
- 작사/작곡 : 한상원
- 노래 : 퓨리티
닫는 곡으로 사용되었다. 본편에서는 40화부터 나온다.
떨리는 맘, 슈와슈와 베이비 듣기

### Prizmmy☆
Dear My Future
프리즈미의 데뷔곡이다. 본편에서 프리즈미가 데뷔하는 3화부터 나온다.
My Transform
프리즈미의 프리즘액트 '미라클 아이돌 웨이크업'을 할 때 나오는 곡이다. 12화부터 나온다.
Life Is Just A Miracle
41화부터 나온다.
Dear My Future, Life Is Just A Miracle 한국어 곡 듣기
My Transform 한국어 곡 듣기
Party Driver
중간 삽입곡으로 나온다.
Party Driver 한국어 곡 듣기

### MARs
You May Dream
1화부터 나온다.
Que Sera
38화부터 나온다.
You May Dream, Que Sera 한국어 곡 듣기

### 셔플팀 노래
Mirage JET
유닛그룹 스프라우츠의 노래로 본편에서는 전직 프리즘스타와 결혼한 한 할아버지의 사연을 토대로 가사를 지은 것으로 나온다. 27화부터 나온다.
ThankQ
유닛그룹 피아피아의 노래로 본편에서는 28화에 밝혀지는 리듬의 비밀과 관련해서 가사를 지은 것으로 나온다. 28화부터 나온다.
Cheer! Yeah×2
유닛그룹 코스모스의 노래로 본편에서는 프리즘스타가 되고 싶어하는 한 소녀의 사연과 관련해서 가사를 지은 것으로 나온다. 31화부터 나온다.
Mirage JET, ThankQ, Cheer! Yeah×2 한국어 곡 듣기

### SereNon with Kylie
Let's Do It
세레논 with 카나메(세레논 with 카일리)의 곡으로 36화부터 나온다.
Let's Do It 한국어 곡 듣기

### Love Mix
Love Mix
러브믹스의 데뷔곡이다. 29화부터 나온다.
Love Mix 한국어 곡 듣기

### 기타
Summer Day
중간 삽입곡으로 나온다.

## 회차 목록
| 회차           | 제목                                         | 방송일[SBS 채널] |
| -------------- | -------------------------------------------- | ---------------- |
| 제01화         | 헬로 마이 퓨처                               | 2013년 2월 13일  |
| 제02화         | 당신에게 빛나는 왕관을                       | 2013년 2월 19일  |
| 제03화         | 겟! 마이 팬콜                                | 2013년 2월 20일  |
| 제04화         | 하트의 혁명 프리즘 액트                      | 2013년 2월 26일  |
| 제05화         | 첫사랑! 마이 프린스                          | 2013년 2월 27일  |
| 제06화         | 메모메모 금지는 싫어요!                      | 2013년 3월 5일   |
| 제07화         | 프리즈미 팬 투표                             | 2013년 3월 6일   |
| 제08화         | 라스트 멤버는 쓸데없는 걸 싫어해!            | 2013년 3월 12일  |
| 제09화         | 꽃미남 디자이너 대격돌!                      | 2013년 3월 13일  |
| 제10화         | 아미 탈퇴! 아라와 대격돌                     | 2013년 3월 19일  |
| 제11화         | 마르스와 두근두근 온천합숙                   | 2013년 3월 20일  |
| 제12화         | 스탠드업 마이 걸즈 소울                      | 2013년 3월 26일  |
| 제13화         | 퍼퓸 향기 날리는 운명의 날                   | 2013년 3월 27일  |
| 제14화         | 프리티 파란의 콘서트                         | 2013년 4월 2일   |
| 제15화         | 두근두근 비밀의 왕자님                       | 2013년 4월 3일   |
| 제16화         | 마법소녀 메이                                | 2013년 4월 9일   |
| 제17화         | 동물원의 여왕! 시은                          | 2013년 4월 10일  |
| 제18화         | 여름빛깔 인어공주                            | 2013년 4월 16일  |
| 제19화         | 여름축제! 프리티 Go! Go!                     | 2013년 4월 17일  |
| 제20화         | 마지막 향기는 정열의 향기                    | 2013년 4월 23일  |
| 제21화         | 날개치는 마음, 깨어나는 심포니아             | 2013년 4월 24일  |
| 제22화         | 왕자님과 푸딩                                | 2013년 4월 30일  |
| 제23화         | 은막의 럭셔리 걸 스토리                      | 2013년 5월 1일   |
| 제24화         | 보물을 찾아라! 페어챔의 대모험               | 2013년 5월 7일   |
| 제25화         | 건강이 최고! 프리티 쿠킹                     | 2013년 5월 8일   |
| 제26화         | 흑과 백의 웨딩                               | 2013년 5월 14일  |
| 제27화         | 새 팀으로 다 함께 춤을                       | 2013년 5월 15일  |
| 제28화         | 리듬의 고백 사랑의 말은…                     | 2013년 5월 21일  |
| 제29화         | 뮤즈에게 바치는 사랑의 고백                  | 2013년 5월 22일  |
| 제30화         | 할로윈코디는 러브 믹스 협주곡                | 2013년 5월 28일  |
| 제31화         | 코스모스, 꿈을 꽃피우자                      | 2013년 5월 29일  |
| 제32화         | 바람아 불어라! 프리즘의 하트에               | 2013년 6월 4일   |
| 제33화         | 사랑의 뻐끔뻐끔 레스토랑                     | 2013년 6월 5일   |
| 제34화         | 춤추는 댄스 티처                             | 2013년 6월 11일  |
| 제35화         | 실연, 부서지는 소미의 마음                   | 2013년 6월 12일  |
| 제36화         | 심포니아 셀렉션 로드 투 심포니아             | 2013년 6월 18일  |
| 제37화         | 아라의 결단 레이의소꿉친구인아라가기자회견왜 | 2013년 6월 19일  |
| 제38화         | 꿈과 신비의 변신                             | 2013년 6월 25일  |
| 제39화         | 침묵의 프린세스                              | 2013년 6월 26일  |
| 제40화         | 심포니아, 탄생의 비밀                        | 2013년 7월 2일   |
| 제41화         | 우정의 프리티 리메이크                       | 2013년 7월 3일   |
| 제42화         | 하늘 높이 날아, 우주 끝까지 GO! GO!          | 2013년 7월 9일   |
| 제43화         | 일어서라! 프리즘스타!                        | 2013년 7월 10일  |
| 제44화         | 열정으로 깨우는 진화                         | 2013년 7월 16일  |
| 제45화         | 별빛 하늘의 전주곡                           | 2013년 7월 17일  |
| 제46화         | 친구? 라이벌!                                | 2013년 7월 23일  |
| 제47화         | 제멋대로 아미                                | 2013년 7월 24일  |
| 제48화         | 개막! 그레이트 풀 심포니아                   | 2013년 7월 30일  |
| 제49화         | 잃어버린 내일                                | 2013년 7월 31일  |
| 제50화         | 미래의 내가 1등!                             | 2013년 8월 6일   |
| 제51화[최종회] | 미래의 나에게                                | 2013년 8월 7일   |

## 대한민국판 실사 영상 - 프리즘스톤과 함께하는 차밍스쿨
이 작품에 등장하는 프리즘 그룹 프리티의 실제 모델인 퓨리티의 멤버가 등장하여 패션, 미용, 댄스 등과 관련된 정보를 알려주는 코너이다. 매 이야기 끝 부분에 방송된다.
- 혜인 : 뷰티 담당
- 채경 : 헤어스타일 담당
- 재은 : 건강 담당
- 소민 : 댄스 담당
- 시윤 : 패션 담당

| 회차 | 분류                   | 제목                                     | 출연                         |
| ---- | ---------------------- | ---------------------------------------- | ---------------------------- |
| 1    |                        | 퓨리티 멤버 및 차밍스쿨 코너의 소개      | 혜인, 시윤, 채경, 소민, 재은 |
| 2    | 천만 가지 헤어 스타일  | 귀엽고 깜찍하게 당고머리 묶는 법         | 채경, 재은                   |
| 3    | 따라해봐~ 댄스댄스댄스 | 아이돌 댄스 따라잡기 - 바운스            | 소민, 채경                   |
| 4    | 따라해봐~ 댄스댄스댄스 | 귀엽고 깜찍하게 - 롤링                   | 소민, 채경                   |
| 5    | 매일매일 예뻐지는 요가 | 키가 쑥쑥 키 커지는 요가                 | 재은, 채경                   |
| 6    | 나도 패셔니스타        | 간단한 외출복 패션                       | 시윤, 소민                   |
| 7    | 반짝반짝 샤이닝 뷰티   | 예쁜 피부 가꾸기의 시작 - 올바른 세안법  | 혜인, 시윤                   |
| 8    | 나도 패셔니스타        | 스카프 활용법 1                          | 시윤, 혜인                   |
| 9    | 나도 패셔니스타        | 스카프 활용법 2                          | 시윤, 소민                   |
| 10   | 반짝반짝 샤이닝 뷰티   | 얼굴 작아지는 마사지                     | 혜인, 재은                   |
| 11   | 따라해봐~ 댄스댄스댄스 | 아이돌 댄스 따라잡기 - 웨이브            | 소민, 채경                   |
| 12   | 반짝반짝 샤이닝 뷰티   | 얼굴 작아지는 생활습관                   | 혜인, 재은                   |
| 13   | 천만 가지 헤어 스타일  | 디스코 땋기                              | 채경, 시윤                   |
| 14   | 매일매일 예뻐지는 요가 | 부은 눈 가라앉히는 페이스 요가           | 재은, 소민                   |
| 15   | 천만 가지 헤어 스타일  | 생기 발랄 포도 머리                      | 채경, 시윤                   |
| 16   | 매일매일 예뻐지는 요가 | 매일매일 예뻐져요 목이 길어지는 요가     | 재은, 채경                   |
| 17   | 반짝반짝 샤이닝 뷰티   | 반짝이는 눈 만들기                       | 혜인, 재은                   |
| 18   | 따라해봐~ 댄스댄스댄스 | 기본부터 스텝 댄스                       | 소민, 채경                   |
| 19   | 나도 패셔니스타        | 결혼식 가는 날                           | 시윤, 혜인                   |
| 20   | 천만 가지 헤어 스타일  | 액세서리 없어도 연예인처럼 - 물결 웨이브 | 채경, 재은                   |
| 21   | 따라해봐~ 댄스댄스댄스 | 아이돌 댄스 따라잡기 - 디스코            | 소민, 혜인                   |
| 22   | 나도 패셔니스타        | 소풍 가는 날                             | 시윤, 소민                   |
| 23   | 매일매일 예뻐지는 요가 | 의자 활용한 스트레칭                     | 재은, 채경                   |
| 24   | 매일매일 예뻐지는 요가 | 뱃살 빼기 동작                           | 재은, 소민                   |
| 25   | 천만 가지 헤어 스타일  | 똑같은 헤어밴드 활용                     | 채경, 시윤, 재은             |
| 26   | 따라해봐~ 댄스댄스댄스 | 댄스, 댄스!! - 셔플                      | 소민, 혜인                   |
| 27   | 천만 가지 헤어 스타일  | 스카프로 연출하는 땋기 머리              | 채경, 소민                   |
| 28   | 매일매일 예뻐지는 요가 | 뱃살 빼는 요가(2)                        | 재은, 소민                   |
| 29   | 반짝반짝 샤이닝 뷰티   | 얼굴 각질 제거                           | 혜인, 재은                   |
| 30   | 천만 가지 헤어 스타일  | 단발로 당고 머리 만들기                  | 채경, 시윤                   |
| 31   | 매일매일 예뻐지는 요가 | 피로를 푸는 커플 요가                    | 재은, 채경, 소민             |
| 32   | 나도 패셔니스타        | 야구장 가는 날                           | 시윤, 혜인                   |
| 33   | 반짝반짝 샤이닝 뷰티   | 여드름 퇴치 비법                         | 혜인, 재은                   |
| 34   | 매일매일 예뻐지는 요가 | 피로를 푸는 커플 요가(2)                 | 재은, 소민                   |
| 35   | 천만 가지 헤어 스타일  | 청순 비녀 머리                           | 채경, 재은                   |
| 36   | 반짝반짝 샤이닝 뷰티   | 촉촉한 입술 만들기                       | 혜인, 시윤                   |
| 37   | 매일매일 예뻐지는 요가 | 변비 해결 요가                           | 재은, 채경, 소민             |
| 38   | 천만 가지 헤어 스타일  | 사과 머리 만들기                         | 채경, 재은                   |
| 39   | 나도 패셔니스타        | 다리 길어 보이는 방법                    | 시윤, 혜인                   |
| 40   | 따라해봐~ 댄스댄스댄스 | 댄스, 댄스!! - 아이돌 댄스 따라잡기      | 소민, 채경                   |
| 41   | 따라해봐~ 댄스댄스댄스 | 댄스, 댄스!! - 아이돌 댄스 따라잡기(2)   | 소민, 채경                   |
| 42   | 반짝반짝 샤이닝 뷰티   | 녹차로 예뻐지기                          | 혜인, 재은                   |
| 43   | 천만 가지 헤어 스타일  | 머리 땋아 리본 만들기                    | 채경, 재은                   |
| 44   | 매일매일 예뻐지는 요가 | 수건 활용 스트레칭                       | 재은, 채경                   |
| 45   | 천만 가지 헤어 스타일  | 벼머리 땋기(옆머리 땋기)                 | 채경, 시윤                   |
| 46   | 따라해봐~ 댄스댄스댄스 | 걸그룹 댄스 따라잡기①                    | 소민, 혜인                   |
| 47   | 따라해봐~ 댄스댄스댄스 | 걸그룹 댄스 따라잡기②                    | 소민, 혜인                   |
| 48   | 천만 가지 헤어 스타일  | 애교 만점 미니 리본                      | 채경, 시윤                   |
| 49   | 나도 패셔니스타        | 교복 예쁘게 입는 법                      | 시윤, 소민                   |
| 50   | 따라해봐~ 댄스댄스댄스 | 댄스, 댄스!! - 하우스①                   | 소민, 혜인                   |
| 51   | 따라해봐~ 댄스댄스댄스 | 댄스, 댄스!! - 하우스②                   | 소민, 혜인, 재은, 채경, 시윤 |

## 제작진

### 애니메이션 기획
- 제작 : 꿈의 보석 프리즘스톤 제작위원회
- 기획 : 신용환, 김영두, 카와사키 유키오, 코노스 타카시

### 메인프로덕션
- 책임프로듀서 : 배숙현
- 총감독 : 박찬영
- 감독 : 히시다 마사카즈
- 프로듀서 : 하혜란, 마츠모토 유코, 타카하시 카즈코, 쿠보 와타루
- 어소시에이트 프로듀서 : 강석우, 오오바 신이치로, 이와세 토모히코, 나카무라 미키코
- 애니메이션 프로듀서 : 이현구, 이성훈, 요시다 쇼이치
- 시리즈 구성 : 아카오 데코
- 캐릭터 디자인 : 차상훈, 사이토 리에
- 소품 디자인 : 김영범, 나카야마 하츠에, 이케다 유, 타카세 켄이치
- CG 디렉터 : 오토베 요시히로
- 배경감독 : 이회영
- 배경디자인 : 이원구
- 색채설계 : 양민아
- 촬영감독 : 허태희
- 영상편집 : 이영민
- 시나리오 : 아카오 데코, 츠보타 후미, 후쿠다 히로코, 이우치 슈지, 이후쿠베 타카시
- 스토리보드 : 박치만, 송근식, 성원용, 김영범, 최훈철
- 애니메이션 연출 : 안재호, 최훈철, 전병철, 박치만
- 작화감독 : 차상훈, 신성민
- 레이아웃 : 안재호, 김명심, 최낙진, 김유천, 전병철, 나기철, 하연정, 오양현, 곽수현, 오두형, 김기엽, 최훈철, 김영훈, 최선희, 남성민, 임여식, 박치만, 최현성, 임성봉, 강부영
- 원화제작 : 안재호, 김명심, 최낙진, 김유천, 최훈철, 전병철, 오양현, 곽수현, 최선희, 오두형, 김기엽, 김영훈, 하연정, 남성민, 최선희, 임여식, 박치만, 최현성, 임성봉, 강부영
- 동화검사 : 송진섭
- 동화제작 : 원차윤, 장두현, 박장헌, 장혜진, 위성은, 조상현
- 색지정검사 : 김경숙, 유옥자
- 컬러링 : 한진영, 이유진, 박은욱, 박혜나, 신순영, 노신희, 고은혜, 김근희, 김희경, 유인석, 박진희, 박민영, 이연주, 이경진, 남국희, 조용화, 김경숙
- 배경제작 : 서태원, 허숙, 이성기, 이호준, 이원구, 이정환, 김수경, 서의정
- 파이널체크 : 유명희, 최선호
- 촬영팀장 : 김강옥, 허태희, 박지원
- 촬영 : 구동필, 강희창, 서혜원, 임지윤, 양주희, 최은주, 심철호, 양수정, 이미경, 최덕규, 장종섭, 유한글
- 디지털제작 : 윤철희, 오이가와 사토루
- 프리즘쇼 연출 : 쿄고쿠 나오히코
- 프로덕션 매니저 : 문수덕, 토치히라 요시카즈, 후지오 츠토무
- 애니메이션 제작총괄 : 신주희
- 제작데스크 : 나진용
- 제작진행 : 김구, 임지효, 신은순
- 해외 코디네이션 : 김용현, 김보람
- 사업/마케팅 : 홍종훈, 이세은, 김영우, 가우현

### 포스트프로덕션
- 오디오연출 : 이영진
- 오디오감독 : 한탁균
- 음향효과/믹싱 : Mk. Lee
- 스튜디오 : CS뮤직앤 스튜디오, W사운드 스튜디오

각 배역별 성우진에 대한 설명은 프리티 리듬 디어 마이 퓨처#등장 인물을 참조
삽입곡에 대한 설명은 프리티 리듬 디어 마이 퓨처#삽입곡을 참조

### 차밍스쿨
- 출연 : 혜인, 시윤, 채경, 소민, 재은
- 제작 : 제이 미디어 커뮤니케이션
- 연출 : 최은광, 민경준
- 대본 : 유의정
- 카메라감독 : 유용덕
- 조명감독 : 신경훈
- 음악/음향감독 : 이재욱
- 장소협조 : 엘린스튜디오
- 조연출 : 문지원

- 종합편집 : 김원수, 한광만
- C.G. : 한혜원
- 진행 : 김유리

- 애니메이션 제작 : 동우A&E, 타츠노코프로덕션
- 저작권 표기 : T2A / S / TX / PRD-DW

## 같이 보기
- 프리티 리듬
- 프리티 리듬: 오로라 드림
- 꿈의 라이브 프리즘스톤
- Prizmmy☆
- 퓨리티

## 참조
1. ↑  "가상과 현실이 혼합된 LIVE FIT 콘텐츠 - 프리즘스톤 본격적인 사업 스타트", 아이러브캐릭터 2013년 3월호, 118p
2. ↑  원래부터 프리즈미와 퓨리티라는 그룹이 있는 상태에서 그들을 가지고 캐릭터를 만들어낸 것이 아니라, 먼저 애니메이션이 기획된 뒤 애니메이션 캐릭터와 현실의 인물이 함께 성장해 나가는 Live-Fit 콘셉트를 위해 그에 맞는 실제 아이돌이 기획된 것이다. 프리즈미와 퓨리티의 캐릭터 디자인은 이렇게 실제로 선발된 아이돌의 얼굴에 맞게 이루어졌다고 한다.
3. ↑  프리즘스톤 게임의 한국 유통사인 티아츠코리아는 이를 두고 'Live Fit 콘텐츠'라고 설명하였다.
4. ↑  꿈의 라이브 프리즘스톤에서는 마정진역을 맡았다.